# Amarantina
Amarantina é um distrito do município brasileiro de Ouro Preto, no interior do estado de Minas Gerais. Segundo o censo demográfico de 2022, realizado pelo Instituto Brasileiro de Geografia e Estatística (IBGE), sua população era de 4 874 habitantes e havia 1 742 domicílios particulares permanentes ocupados. Possui área de 65,94 km² conforme a Fundação João Pinheiro (FJP). Foi criado pelo decreto estadual nº 253 de 26 de novembro de 1890.
Fica situado na rodovia dos Inconfidentes, entre a sede do município (23 km) e Belo Horizonte (67 km).

## História
Vila Rica passou por uma crise de fome, que acometeu parte da população, por volta de 1700. A partir disso surgiu Cachoeira do Campo e Amarantina, destinados a produção agrícola. O povoado originalmente era denominado de Tijuco (nome indígena p/ locais onde ocorrem alagamentos), por causa das enchentes do Rio Maracujá que transbordava na época das chuvas, transformando as suas margens num brejo.
Sendo São Gonçalo, um santo da devoção portuguesa trazido por Antônio Alves, fazendeiro português, ergue uma ermida em homenagem ao santo em suas terras no Tijuco. E pela aparência do local com a região de Amarante em Portugal, os viajantes principalmente lusitanos, começaram a chamar a região de São Gonçalo do Amarante. Em 1726 a região é elevada à categoria de freguesia de São Gonçalo do Tijuco, filiada à matriz de Nossa Senhora de Nazaré de Cachoeira do Campo.
Inicia-se em 1943 a produção de café e hortifrutigranjeiros para comercialização e foi exatamente nesta época que o distrito passou a se chamar Amarantina.

## Cultura
Uma importante tradição é a Festa de São Gonçalo e Cavalhadas de Amarantina, o ponto alto da festa do padroeiro, realizada no mês de setembro e de origem portuguesa. É uma representação teatral dividida em três atos: mouros e cristãos lutam pela disputa da mão da princesa Florípedes. Com toda a indumentária, os participantes interpretam Carlos Magno e outros personagens.
A localidade possui, dentre outros atrativos, o Museu das Reduções, único no mundo onde réplicas em miniatura de grandes construções históricas do Brasil são expostas com detalhes impressionantes seguindo fielmente às medidas reais com as devidas adaptações para o tamanho reduzido. Fundado no distrito por uma família com incríveis habilidades manuais, cujo trabalho visa a preservação da memória arquitetônica nacional, pela difusão da arte e da cultura e pelo desenvolvimento humano e social..